# گونینگن
گونینگن (به آلمانی: Gunningen) یک شهر در آلمان است که در تاتلینگن واقع شده‌است. گونینگن ۶۹۹ نفر جمعیت دارد.